# Teodor Domej
Teodor Domej, slovenski zgodovinar in narodnostni delavec na avstrijskem Koroškem, * 15. september 1949, Celovec.
Med študijem slavistike in zgodovine na dunajski univerzi, na kateri je 1986 tudi doktoriral, je bil predsednik Kluba slovenskih študentov, 1977-1980 predsednik Zveze slovenske mladine na Koroškem in že tedaj odbornik osrednjih političnih, kulturno-prosvetnih in šolskih organizacij koroških Slovencev. Urejal je razna mladinska glasila, od 1979 tedenski bilten Informacije in komentarji Slovenskega znanstvenega inštituta v Celovcu, kjer se je tudi zaposlil kot raziskovalec jezikovne in kulturne zgodovine koroških Slovencev, njihovega odpora proti nemškemu nacionalizmu in nacizmu ter njihovega boja za jezikovne pravice v šolstvu.